# Asociación Austriaca de Profesores de Español

La Asociación Austríaca de Profesores de Español (AAPE) (en alemán: Österreich Spanishlehrerverband), es un organismo de formación profesional de profesores o docentes para la enseñanza de la lengua española en Austria. La misión de la asociación es capacitar a nuevos profesionales para enseñar el idioma de Cervantes en unidades educativas, universidades o institutos de escuelas superiores. La asociación fue creada el 29 de octubre de 1987, en Viena. Además por vinculación histórica, España y Austria, han tenido en común como la Casa de Austria durante la dinastía Habsburgo reinante en la Monarquía Hispánica en los siglos XVI y XVII. Este pasado común no se manifiesta únicamente en préstamos lingüísticos concretos, sino también en la utilización del propio adjetivo del idioma español, como denominación de origen, por los ejemplos de la Escuela Española de Equitación (Spanischerreitschule) o la Schwarzspanierstrasse de Viena (la calle del Español Negro, que, según parece,
remite a los benedictinos de Montserrat), pasando por frases del tipo Das kommt mir Spanisch vor (suena a español), utilizada para indicar que no se entiende algo. Respecto a la enseñanza el español es una lengua que está presente en Austria y que se encuentra incluso en el propio dialecto de Viena. 